# Federico Fazio
Federico Fazio, född 17 mars 1987 i Buenos Aires, är en argentinsk fotbollsspelare, som spelar på positionen mittback för Salernitana.
Fazio inledde sin karriär i Ferro Carril Oeste i sitt hemland innan han år 2007 skrev på för spanska klubben Sevilla. Han gjorde 179 framträdanden för Sevilla innan han år 2014 signerade ett fyraårskontrakt för Tottenham Hotspur.

## Klubbkarriär
Fazio föddes i Buenos Aires och började sin karriär i den argentinska andradivisionen med Ferro Carril Oeste år 2005. Han köptes av den spanska klubben Sevilla i slutet av januari 2007 och tillbringade den största delen av den kvarvarande säsongen med Sevillas andralag Sevilla Atlético, som han hjälpte till avancemang till Segunda División.
Fazio startade säsongen 2007-08 som registrerad i båda Sevillalagen. På grund av skadefrånvaro på Javi Navarro och Julien Escudé kom Fazio att få en viktig roll i laget som nådde en kvalplats till UEFA-cupen. Hans första match med A-laget kom den 25 augusti 2007, en 4-1-vinst mot Getafe. Den 7 maj 2008 gjorde Fazio sitt första mål för Sevilla i en 3-0-seger mot Racing de Santander. Han gjorde ett till i den matchen, och ett tredje en vecka senare i en 2-0-vinst hemma mot Real Betis; i både matcherna spelade han som defensiv mittfältare.
Under sitt andra år i Sevilla slutade laget trea, men Fazio fick något mindre speltid och spelade både som mittback och som defensiv mittfältare. Han var mest skadad under den efterföljande säsongen och spelade endast tio ligamatcher. Den 13 mars 2010 gjorde han dock Sevillas enda mål i en 1-1-match mot Deportivo de La Coruña. Andalusierna hamnade på en fjärdeplats i ligan och vann även Copa del Rey, Fazio blev dock inte uttagen för finalmatchen.
Även om Fazio fortfarande besvärades med en del skador under säsongen 2010-11 spelade han 19 matcher varav 17 från start, fler än på länge. Sevilla slutade femma och kvalificerade sig därmed för spel i Europa League.
Den 26 augusti 2014 signerade Fazio ett fyraårskontrakt med Tottenham Hotspur för en övergångsavgift på 8 miljoner pund.
Den 29 januari 2022 värvades Fazio av Salernitana, där han skrev på ett 2,5-årskontrakt.

## Landslagskarriär
Fazio utgjorde en väsentlig del av Argentina U20-lag som vann U20-VM i Kanada 2007. Följande år hjälpte han OS-laget vinna guld i sommarspelen i Peking. Fazio spelade två matcher i turneringen, som ersättare för Nicolás Pareja och Ezequiel Garay.